# Japán női labdarúgó-válogatott
A japán női labdarúgó-válogatott (becenevén: Nadesikodzsapan, japánul: なでしこジャパン) Japán nemzeti csapata, amelyet a japán labdarúgó-szövetség (japánul: 日本サッカー協会, átírással: Nippon Szakká Kjókai) irányít.

## Története

### A kezdeti időszak
Az 1960-as és az 1970-es évek alatt megnőtt a női labdarúgók és csapatok száma Japánban, így néhány klub elkezdte a helyi bajnokságok szervezését.
1980-ban megrendezték az első japán női labdarúgókupát, majd ezt követően 1981-ben a női válogatott Hongkongban lejátszotta első mérkőzését. A találkozót az 1981-es Ázisa-kupa keretén belül rendezték meg, ahol Tajvannal mérkőztek, és szenvedtek 1–0-s vereséget. Négy nappal később Thaiföld ellen léptek pályára, ám itt is (0–2) vereséget szenvedtek. Azonban mégsem a csoport utolsó helyén végeztek, mivel Indonézia nemzeti csapatát 1–0-ra legyőzték, így megszületett a női válogatott történetének első győzelme. A csapat megalakulásának évében elszenvedte története legnagyobb különbségű vereségét (amit később "megismételtek"), a hazai pályán lejátszott, Olaszország elleni barátságos mérkőzésen 9–0-ra kaptak ki. Noha a továbbiakban is rendeztek mérkőzéseket a nemzeti csapat számára, ez mégsem az "igazi" válogatott volt, mivel az összes helyi bajnokságból szerepeltek benne a játékosok. A csapat amolyan "nem hivatalos válogatottként" szerepelt.

### Tényleges megalakulása
A tényleges megalakulásra 1986-ban került sor, amikor is Szudzuki Rjóheit nevezték ki a szövetségi kapitányi posztra, amely akkor már az "igazi" japán válogatott volt. Első, immár hivatalos mérkőzésüket India ellen vívták, ahol 1–0-ra kaptak ki. Az 1983-as kontinensbajnokságon nem indultak, de az 1986-os eseményen részt vettek. Csoportmásodikként bejutottak a torna elődöntőjébe, miután Kínától 2–0-s vereséget szenvedtek, és addigi történetük legnagyobb arányú győzelmét aratva Malajziát 10–0-ra verték. A döntőbe Thaiföld 4–0-s legyőzésével kerültek be, ott azonban Kínától ismét kikaptak 2–0-ra. Az 1989-es tornán (ahol Szudzuki Rjóhei helyett Szudzuki Tamocu irányította a csapatot) már a csoportelsőség is sikerült, töretlen, lépcsőzetes fejlődés mutatkozott a japán női labdarúgásban. Hongkong 3–0-s legyőzésével kezdték a kontinensbajnokságot, majd megdöntötték a korábbi rekordjukat a legnagyobb különbségű győzelem tekintetében (amit a nem hivatalos csapat tartott) az Indonézia felett aratott 11–0-s győzelmükkel, amit néhány nap elteltével ismét megjavítottak: Nepált 14–0-ra verték el, így száz százalékos teljesítménnyel, kapott gól nélkül jutottak tovább az elődöntőbe. Tajvantól azonban 1–0-ra kikaptak, így a bronzmérkőzésen léphettek pályára, amit meg is nyertek a házigazda Hongkong 9–0-s legyőzésével. 1989-ben megalakult az ország hivatásos női bajnoksága, az L.League, a profizmus bevezetése optimális hatással volt a női labdarúgás és a válogatott fejlődésére.
Az 1991-es, hazai rendezésű Ázsia-kupán szokás szerint bejutottak az elődöntőbe (két nagyarányú győzelmet is aratva: 12–0, 10–0), majd a fináléba kerülés is sikerült, amit ezúttal sem tudtak megnyerni Kína ellen. Az Ázsia-kupa egyben az első alkalommal megrendezett női labdarúgó-világbajnokság selejtezője is volt, ahol az ezüstérmes pozíció indulási jogot jelentett a Japánoknak. A világbajnokságon szerzett pont és rúgott gól nélkül esett ki a nemzeti csapat.
1993-ban már az elődöntőben játszottak Kína ellen az Ázsia-kupán, nyerni ez alkalommal sem sikerült, a harmadik helyért rendezett találkozót viszont 3–0-ra megnyerték Tajvan ellen. Az 1993-as Ázsia játékok egyben az 1995-ös világbajnokság selejtezője is volt, ahol a csoportmérkőzések után első helyezettként jutottak be a döntőbe, ám ott Kínától 2–0-s vereséget szenvedtek. A vb-n első alkalommal (és eddig utoljára) jutottak tovább a második legjobb csoportmásodik jogcímén. A negyeddöntőben a címvédő Egyesült Államokat kapták ellenfélül, a bravúr viszont nem sikerült, az USA 4–0-s végeredménnyel jutott tovább, azonban mégis ez Japán legjobb eredménye a női világbajnokságokon.
Az 1995-ös kontinensviadalon 24–0-s gólkülönbséggel jutottak tovább a csoportkör után, és 1991-et követően ismét döntőt játszhattak, de Kína 2–0-ra győzte le őket, így harmadszorra végeztek a második helyen a tornán. Az atlantai olimpián indulási jogot szereztek, a csoportból való továbbjutás viszont nem sikerült, Németországtól 3–2-re, Brazíliától 2–0-ra, míg Norvégiától 4–0-ra kaptak ki. Az olimpia végén Szudzuki Tamocu, a női válogatott legeredményesebb edzője távozott a szövetségi kapitányi posztról, helyére Mijaucsi Szatosit nevezték ki. A nemzeti csapat és az L. League az az 1995-ös világbajnokság és az atlantai olimpia után nagy népszerűségnek örvendett.
Az 1997-es Ázsia-kupán december 5-én a Guam elleni csoportmérkőzésen aratták történetük legnagyobb különbségű győzelmét, amikor 21–0-ra nyertek. A torna végén mégis csak a harmadik helyen végeztek (egyben kvalifikálták magukat az 1999-es világbajnokságra), így folytatódott a sorozat, mi szerint 1986 óta felváltva végeztek az ezüstérmes, illetve a bronzérmes pozícióban. 1999. április 29-én elszenvedték történetük legnagyobb vereségét az USA elleni 9–0-s fiaskó alkalmával (1981-ben az olaszok elleni azonos eredményt még a "nem hivatalos válogatott" játszotta). Az 1999-es vb-n mindössze egy pontot szereztek (Kanada ellen játszottak 1–1-et), így a csoportkör után kiestek.

### A kritikus időszak
A sikertelen világbajnokság után Mijaucsi Szatosi helyett ismét Szudzuki Tamocu lett a szövetségi kapitány az év végéig. Az 1999-es Ázsia-kupán az ő vezetésével szerepelt a válogatott, és noha csoportelsőként jutott be a legjobb négy közé a csapat, ott mégsem tudtak nyerni, így nem sikerült kijutni a Sydney-i olimpiára, ami pénzkiesést jelentett az L.League csapatainál, emiatt a japán női labdarúgás gyengülni látszott. A kontinenstornán az 1986 óta tartó folyamatos éremszerzési sorozat is megszakadt.
A 2001-es Ázsia-kupának Ikeda Sinobu irányításával vágtak neki, ahol sikerült a döntőbe jutás. Az ellenfél ez alkalommal nem Kína volt, hanem az akkoriban dinamikusan fejlődő Észak-Korea, de az aranyérem megszerzése ekkor sem sikerült.

### A felerősödés
2002 augusztusában Ueda Eidzsit nevezte ki szövetségi kapitánynak a Japán labdarúgó-szövetség, aki előtte a makaói válogatottnak volt az edzője. Annak reményében kapta a megbízatást, hogy felerősíti a női labdarúgást Japánban, és az athéni olimpiai játékokra egy átalakított, megerősített csapatot épít.
Kezdetben a csapat állandó vereségeket szenvedett (a 2003-as kontinensviadalon a kiábrándító 4. helyen végeztek), ám később Ueda erős csapatot kreált, így Japánban újra nagy népszerűség övezte a női válogatottat. A 4. pozíció nem jelentett automatikus világbajnoki-részvételt, a 2003-as tornára a Mexikó elleni interkontinentális pótselejtezőn biztosították be az indulási jogukat. A világbajnokságon a csoportkört követően búcsúzni kényszerültek. A népszerűség visszatérése különösképpen az Észak-Korea elleni mérkőzésen mutatkozott meg, amikor bebiztosították az olimpiai szereplést. A szurkolók nem csak a Nemzeti Stadiont töltötték meg, hanem a tv-közvetítést is sok ember kísérte figyelemmel.
A közérdeklődés felerősödését követően a szövetség egy nyilvános versenyt szervezett az olimpiát megelőzően, hogy becenevet találjanak a csapat számára. 2004. július 7-én be is jelentették a végeredményt, a körülbelül 2700 szavazó a "Nadesikodzsapan" (japánul: なでしこジャパン, angol átírásban: Nadeshiko Japan) nevet választotta. A Nadesiko a szegfű egyik fajtája, ami a "Jamato Nadesiko" (japánul: 大和撫子, angol átírásban: Yamato Nadeshiko) kifejezésből származik, jelentése "Az ideális japán nő".
A 2004-es olimpián sikerült egy kiugró teljesítményt elérni, mivel a csoportmérkőzések során Japán, Svédország és Nigéria között körbeverés alakult ki, ahol a csapatok minden mutatója megegyezett a lőtt és kapott gólok számát kivéve (a japánok 1–1-es gólkülönbséggel zártak, míg a másik két országé 2–2-es volt), így a negyeddöntőbe jutott a csapat. Ott az Egyesült Államok ellen léptek pályára, és szenvedtek 2–1-es vereséget. A tornát követően Ueda Eidzsi helyett (aki egyetlen jelentős nemzetközi sikert sem ért el a válogatottal) Óhasi Hirosi lett a szövetségi kapitány.
A 2006-os Ázsia-kupán az előző kiíráshoz hasonlóan ismét csupán a 4. helyen végzett a nemzeti csapat. A 2007-es világbajnoki-részvétel kiharcolásáért a négy évvel korábbihoz hasonlóan Mexikóval kellett interkontinentális-pótselejtezőt játszani, amit az összesítésben 3–2-re megnyertek. A 2007. április 7. és április 12. között megrendezett olimpiai-selejtezőtornán csoportjuk első helyét megszerezve kvalifikálták magukat az eseményre. A szeptemberi vb-n annak ellenére, hogy eddigi legjobb teljesítményüket nyújtották a csoportkörben, nem sikerült bejutni az egyenes kieséses szakaszba. A világbajnokság végén Óhasi Hirosi helyett (aki Uedahoz hasonlóan nem ért el jelentős sikert) 2008-ban Szaszaki Norio lett a szövetségi kapitány. Szaszaki irányítása alatt a 2008-as Ázsia-kupán hét év után ismét érmes helyen zárta a kontinenstornát a válogatott (Ausztrália ellen nyertek 3–0-ra a bronzmérkőzésen). Az olimpián a legjobb csoportharmadikként jutottak be a negyeddöntőbe, ahol első alkalommal tudták legyőzni Kínát egy jelentős nemzetközi tornán, a kínaiak ráadásul a hazai pályán szerepeltek 2–0-s vereségük alkalmával. Az elődöntőben az Egyesült Államok ellen 4–2-es vereséget szenvedtek, a harmadik helyért rendezett mérkőzésen pedig 2–0-ra kapott ki Németországtól a története legjobb olimpiai eredményét elérő Nadesikodzsapan.

## Nemzetközi eredmények
Női labdarúgó-világbajnokság
```
* 
Arany érmes
: 1 alkalommal (
2011
) * 
Döntős
 1 alkalommal (
2015
) * 
Negyeddöntős
: 1 alkalommal (
1995
)
```

Női Ázsia-kupa
- Ezüstérmes: 4 alkalommal (1986, 1991, 1995, 2001)
- Bronzérmes: 4 alkalommal (1989, 1993, 1997, 2008)

Olimpiai játékok
- Elődöntős: 1 alkalommal (2008)

United States Cup
- Bronzérmes: 1 alkalommal (1996)

## Korábbi mérkőzések
| Időpont              | Helyszín                   | Ellenfél             | Eredmény | Kiírás         | Gólszerzők |
| -------------------- | -------------------------- | -------------------- | -------- | -------------- | --- |
| 2007. szeptember 11. | Sanghaj (Kína)             | Anglia (s)           | 2 – 2    | Világbajnokság | Mijama (55., 90+5.) |
| 2007. szeptember 14. | Sanghaj (Kína)             | Argentína (s)        | 1 – 0    | Világbajnokság | Nagaszato (90+1.) |
| 2007. szeptember 17. | Hangcsou (Kína)            | Németország (s)      | 0 – 2    | Világbajnokság | |
| 2008. május 29.      | Ho Si Minh-város (Vietnám) | Dél-Korea (s)        | 1 – 3    | Ázsia-kupa     | Nagaszato (10.) |
| 2008. május 31.      | Ho Si Minh-város (Vietnám) | Tajvan (s)           | 11 – 0   | Ázsia-kupa     | Szamesima (21.), Ucugi (29., 65.), Andó (51.), Arakava (55.), Marujama (66., 89.), Gotó (76.), Kató (81.), Hsui-Chin (82., öngól), Nagaszato (90+1.) |
| 2008. június 2.      | Ho Si Minh-város (Vietnám) | Ausztrália (s)       | 3 – 1    | Ázsia-kupa     | Andó (8.), Nagaszato (33.), Mijama (50.) |
| 2008. június 5.      | Ho Si Minh-város (Vietnám) | Kína (s)             | 1 – 3    | Ázsia-kupa     | Szava (47.) |
| 2008. június 8.      | Ho Si Minh-város (Vietnám) | Ausztrália (s)       | 3 – 0    | Ázsia-kupa     | Nagaszato (15.), Mijama (78.), Szava (86.) |
| 2008. augusztus 6.   | Csinhuangtao (Kína)        | Új-Zéland (s)        | 2 – 2    | Olimpia        | Mijama (72., 11-esből), Szava (86.) |
| 2008. augusztus 9.   | Csinhuangtao (Kína)        | Egyesült Államok (s) | 0 – 1    | Olimpia        | |
| 2008. augusztus 12.  | Sanghaj (Kína)             | Norvégia (s)         | 5 – 1    | Olimpia        | Kinga (31.), Følstad (51., öngól), Óno (52.), Szava (71.), Hara (83.)                                                                                |
| 2008. augusztus 15.  | Csinhuangtao (Kína)        | Kína (s)             | 2 – 0    | Olimpia        | Szava (15.), Nagaszato (80.) |
| 2008. augusztus 18.  | Peking (Kína)              | Egyesült Államok (s) | 2 – 4    | Olimpia        | Óno (16.), Arakava (90+3.) |
| 2008. augusztus 21.  | Peking (Kína)              | Németország (s)      | 0 – 2    | Olimpia        | |

## Következő mérkőzések
Nincs lekötött mérkőzésük.

## Világbajnoki szereplés
| Év       | Eredmény     | Hely  | M  | Gy | D* | V  | Rg | Kg |
| -------- | ------------ | ----- | -- | -- | -- | -- | -- | -- |
| 1991     | Csoportkör   | 12    | 3  | 0  | 0  | 3  | 0  | 12 |
| 1995     | Negyeddöntős | 8     | 4  | 1  | 0  | 3  | 2  | 8  |
| 1999     | Csoportkör   | 13–14 | 3  | 0  | 1  | 2  | 1  | 10 |
| 2003     | Csoportkör   | 10    | 3  | 1  | 0  | 2  | 7  | 6  |
| 2007     | Csoportkör   | 10–11 | 3  | 1  | 1  | 1  | 3  | 4  |
| 2011     | Aranyérmes   | 1     | 6  | 4  | 1  | 1  | 12 | 6  |
| Összesen | 6/6          |       | 22 | 7  | 3  | 12 | 25 | 46 |

* Tartalmazza azokat a mérkőzéseket is, amelyeken büntetőpárbajra került sor.

## Ázsia-kupa-szereplés
| Év       | Eredmény   | M  | Gy | D* | V  | Rg  | Kg |
| -------- | ---------- | -- | -- | -- | -- | --- | -- |
| 1975     | Nem indult | -  | -  | -  | -  | -   | -  |
| 1977     | Nem indult | -  | -  | -  | -  | -   | -  |
| 1979     | Nem indult | -  | -  | -  | -  | -   | -  |
| 1981     | Csoportkör | 3  | 1  | 0  | 2  | 1   | 3  |
| 1983     | Nem indult | -  | -  | -  | -  | -   | -  |
| 1986     | Ezüstérmes | 5  | 2  | 0  | 2  | 14  | 4  |
| 1989     | Bronzérmes | 5  | 4  | 0  | 1  | 37  | 1  |
| 1991     | Ezüstérmes | 6  | 4  | 1  | 1  | 27  | 6  |
| 1993     | Bronzérmes | 5  | 4  | 0  | 1  | 29  | 4  |
| 1995     | Ezüstérmes | 5  | 4  | 0  | 1  | 28  | 2  |
| 1997     | Bronzérmes | 5  | 4  | 0  | 1  | 33  | 1  |
| 1999     | 4. hely    | 6  | 4  | 0  | 2  | 36  | 6  |
| 2001     | Ezüstérmes | 6  | 4  | 0  | 2  | 30  | 5  |
| 2003     | 4. hely    | 6  | 4  | 0  | 2  | 34  | 4  |
| 2006     | 4. hely    | 5  | 3  | 0  | 2  | 19  | 6  |
| 2008     | Bronzérmes | 5  | 3  | 0  | 2  | 19  | 7  |
| Összesen |            | 62 | 41 | 1  | 19 | 307 | 49 |

* Tartalmazza azokat a mérkőzéseket is, amelyeken büntetőpárbajra került sor.
** A piros keretben jelölt Ázsia-kupa hazai rendezésű volt.

## Olimpiai szereplés
| Év       | Eredmény      | M  | Gy | D* | V | Rg | Kg |
| -------- | ------------- | -- | -- | -- | - | -- | -- |
| 1996     | Csoportkör    | 3  | 0  | 0  | 3 | 2  | 9  |
| 2000     | Nem jutott be | -  | -  | -  | - | -  | -  |
| 2004     | Negyeddöntős  | 2  | 1  | 0  | 1 | 1  | 1  |
| 2008     | 4. hely       | 5  | 2  | 1  | 2 | 11 | 8  |
| Összesen |               | 10 | 3  | 1  | 6 | 14 | 18 |

* Tartalmazza azokat a mérkőzéseket is, amelyeken büntetőpárbajra került sor.

## Játékosok

### Jelenlegi keret
A 2008. évi nyári olimpiai játékok hivatalos kerete.
| No. | P. | Név                           | Születési dátum (Kor) | Vál. | Gól. | Jelenlegi klub       |
| --- | -- | ----------------------------- | --------------------- | ---- | ---- | -------------------- |
| 1   | K  | Fukumoto Miho（福元美穂）     | 1983. október 2.      | 39   | 0    | Okayama Yunogo Belle |
| 2   | V  | Kinga Jukari（近賀ゆかり）    | 1984. május 2.        | 29   | 0    | NTV Beleza           |
| 3   | V  | Ikeda Hiromi（池田浩美）      | 1975. december 22.    | 112  | 4    | Tasaki Perule        |
| 4   | V  | Ivasimizu Azusza（岩清水梓）  | 1986. október 14.     | 33   | 5    | NTV Beleza           |
| 5   | V  | Janagita Mijuki（柳田美幸）   | 1981. április 11.     | 86   | 11   | Urawa Reds Ladies    |
| 6   | KP | Kató Tomoe（加藤與恵）        | 1978. május 27.       | 112  | 8    | NTV Beleza           |
| 7   | V  | Andó Kodzue（安藤梢）         | 1982. január 9.       | 61   | 10   | Urawa Reds Ladies    |
| 8   | KP | Mijama Aja（宮間あや）        | 1985. január 28.      | 60   | 18   | Okayama Yunogo Belle |
| 9   | CS | Arakava Eriko（荒川恵理子）   | 1979. október 30.     | 62   | 19   | NTV Beleza           |
| 10  | KP | Szava Homare（澤穂希）        | 1978. szeptember 6.   | 136  | 68   | NTV Beleza           |
| 11  | CS | Óno Sinobu（大野忍）          | 1984. január 23.      | 57   | 22   | NTV Beleza           |
| 12  | CS | Marujama Karina（丸山桂里奈） | 1983. május 26.       | 50   | 12   | TEPCO Mareeze        |
| 13  | KP | Hara Ajumi（原歩）            | 1979. február 21.     | 36   | 1    | INAC Leonessa        |
| 14  | V  | Jano Kjóko（矢野喬子）        | 1984. január 3.       | 44   | 1    | Urawa Reds Ladies    |
| 15  | KP | Szakagucsi Mizuho（阪口夢穂） | 1987. október 15.     | 21   | 14   | Tasaki Perule        |
| 16  | V  | Ucugi Rumi（宇津木瑠美）      | 1988. december 5.     | 23   | 4    | NTV Beleza           |
| 17  | CS | Nagaszato Júki（永里優季）    | 1987. január 15.      | 44   | 25   | NTV Beleza           |
| 18  | K  | Kaihori Ajumi （海堀あゆみ）  | 1986. szeptember 4.   | 2    | 0    | INAC Leonessa        |

## Szövetségi kapitányok
| Név                          | Időszak         | Mérk. | Győz. | Dönt. | Ver. | Sikerek |
| ---------------------------- | --------------- | ----- | ----- | ----- | ---- | --- |
| Szudzuki Rjóhei （鈴木良平） | 1986–1989       | —     | —     | —     | —    | Ezüstérem az 1986-os Ázsia-kupán |
| Szudzuki Tamocu（鈴木保）    | 1989–1996, 1999 | —     | —     | —     | —    | Bronzérem az 1989-es Ázsia-kupán, Ezüstérem az 1991-es Ázsia-kupán, Bronzérem az 1993-as Ázsia-kupán, Negyeddöntő az 1995-ös világbajnokságon, Ezüstérem az 1995-ös Ázsia-kupán |
| Mijaucsi Szatosi（宮内聡）   | 1997–1999       | —     | —     | —     | —    | Bronzérem az 1997-es Ázsia-kupán |
| Ikeda Sinobu（池田司信）     | 2000–2001       | —     | —     | —     | —    | Ezüstérem a 2001-es Ázsia-kupán |
| Ueda Eidzsi（上田栄治）      | 2002–2004       | —     | —     | —     | —    | |
| Óhasi Hirosi（大橋浩司）     | 2004–2007       | —     | —     | —     | —    | |
| Szaszaki Norio（佐々木則夫） | 2008–           | —     | —     | —     | —    | Bronzérem a 2008-as Ázsia-kupán, 4. hely a 2008-as nyári olimpián |
|                              | Összesen        | —     | —     | —     | —    | |

## Lásd még
- Japán labdarúgó-válogatott

## Külső hivatkozások
- A Japán Labdarúgó-szövetség hivatalos oldala (angolul)
- Japán a FIFA.com-on Archiválva 2012. augusztus 11-i dátummal a Wayback Machine-ben (angolul)